# Viktor Brailovsky
Viktor Brailovsky (hebrejsky: ויקטור בריילובסקי, rusky:Виктор Львович Браиловский, Viktor Lvovič Brajlovskij, * 27. prosince 1935) je izraelský politik a bývalý poslanec Knesetu za stranu Šinuj.

## Biografie
Narodil se v Moskvě v tehdejším Sovětském svazu. V roce 1987 přesídil do Izraele. Má vysokoškolské vzdělání (doktorát). Pracoval jako profesor matematiky a výpočetní techniky na Telavivské univerzitě. Hovoří hebrejsky, rusky a anglicky.

## Politická dráha
V letech 1972–1987 byl aktivní v podzemním sionistickém hnutí v Sovětském svazu a patřil mezi takzvané refuseniky (též Vězňové Siónu).
V izraelském parlamentu zasedl poprvé po volbách do Knesetu v roce 1999, v nichž nastupoval za stranu Šinuj. Byl členem výboru pro vědu a technologie a výboru pro imigraci, absorpci a záležitosti diaspory. Mandát obhájil ve volbách do Knesetu v roce 2003. Po nich opět zasedal ve výboru pro vědu a technologie a výboru pro imigraci, absorpci a záležitosti diaspory. Dále byl členem petičního výboru. Vzhledem k vysokému volebnímu zisku strany Šinuj získala tato formace i vládní posty. Brailovsky byl v letech 2003–2004 náměstkem ministra vnitra a v roce 2004 po několik dnů sloužil jako ministr vědy a technologie.
Ke konci volebního období došlo ve straně Šinuj k rozkolu, při kterém ji opustila většina poslaneckého klubu včetně Brailovského a založila novou politickou formaci Chec. Ta ale ve volbách do Knesetu v roce 2006 nezískala potřebný počet hlasů pro vstup do parlamentu.